# پادشاه تاجش را از دست داده‌است
«پادشاه تاجش را از دست داده‌است» (انگلیسی: The King Has Lost His Crown) ترانه‌ای از گروه پاپ سوئدی آبا است که در سال ۱۹۷۹ منتشر شد.
این ترانه یک «تصنیف انتقام‌جویانه» و اشعار آن تمثیلی برای شرح پایان یک رابطۀ عاشقانه است.